# 真光寺 (岐阜県七宗町)
真光寺（しんこうじ）は岐阜県加茂郡七宗町上麻生にある薬師如来を本尊とする臨済宗妙心寺派（龍泉派春浦院下）の寺院。山号は寺平山。中部四十九薬師霊場47番札所である。
創建不詳であるが、開山の没年から延宝3年（1675年）以前とみられる。行基作と伝わる薬師如来を祀る小堂を寺に改めたのが始まりと伝わる。開山は加治田龍福寺3世陽南玄忠である。明和5年（1768年）火難に遭って堂宇を焼失する。その後再建を果たし、明治時代に至って玄関と土蔵を設え、鐘楼を建立した。本堂はもと茅葺きであったが、昭和27年（1952年）に瓦葺に改めている。また、現在の梵鐘は昭和に至り梵鐘を戦時供出した後、昭和28年（1953年）に再び鋳たものである。